# Emanuel Janković
Emanuel Janković (magyarosan: Jankovics Emánuel, Újvidék, 1758. – 1792.) szerb nyomdász és könyvkereskedő.

## Élete
A gimnáziumot szülőföldjén, orvosi tanulmányait hallei egyetemen végezte, és mint orvosnövendék jött vissza a szülővárosába. 1792-ben bekövetkezett haláláig könyvnyomtató és könyvkereskedő volt. A szerb írók közül (Obradovićcsal együtt) az elsők között volt, akik a szerb irodalomban a népies nyelvet használták.

## Munkái
1. Fizicseszkoje szocsinenije o izsušenijú í razdelenijú vode u vazduch. Lipcse, 1787 (Természettani értekezés a víz és levegő párolgásáról és felosztásáról)
2. Tergovicia, komedija u tri akta. Uo., 1787
3. Zsivotvopiszaníje gyénerala Laudona. Bécs, 1788 (Laudon tábornok életrajza)
4. Blagodarni szín. Lipcse, 1789 (A hálás fiú. Németből ford.)
5. Zao otac i nevaljao syn. Bécs, 1789 (A rossz atya és gonosz fiú)